# 赫柏桌山
赫柏桌山（Hebes Mensa）是一座大型桌山，它隆起于火星水手谷的分支峡谷-赫柏峡谷谷底。一些研究人员已将该桌山确定为类似恒河桌山的内部层状沉积物（ILD），并对这一色泽深浅交替的阶梯状地层进行了命名。赫柏桌山表面有时呈现出凹槽，它高约7.5公里（4.7英里），占地面积120×43公里（75×27英里）。

## 观察史
赫柏桌山于1982年被首次命名。

## 背景
赫柏桌位于科普剌塔斯区水手大裂谷的赫柏峡谷内，其东面绵延着朱文塔山脊和更大的卢娜高原；南面坐落了佩罗坦陨击坑和水手谷主干部分（特别是俄斐峡谷）。在它的西侧分布有提托诺斯堑沟群和厄科峡谷，而后者继续在它的北面进入卢娜沼区，在北面还有厄科堑沟群。由于赫柏桌山是水手谷的一部分，整个水手谷中许多常见的特征在赫柏桌山也可被常看到，如发生在赫柏桌山的众多复发性坡线（被认为是由现代流水形成的幽暗、稀薄的季节性特征）。

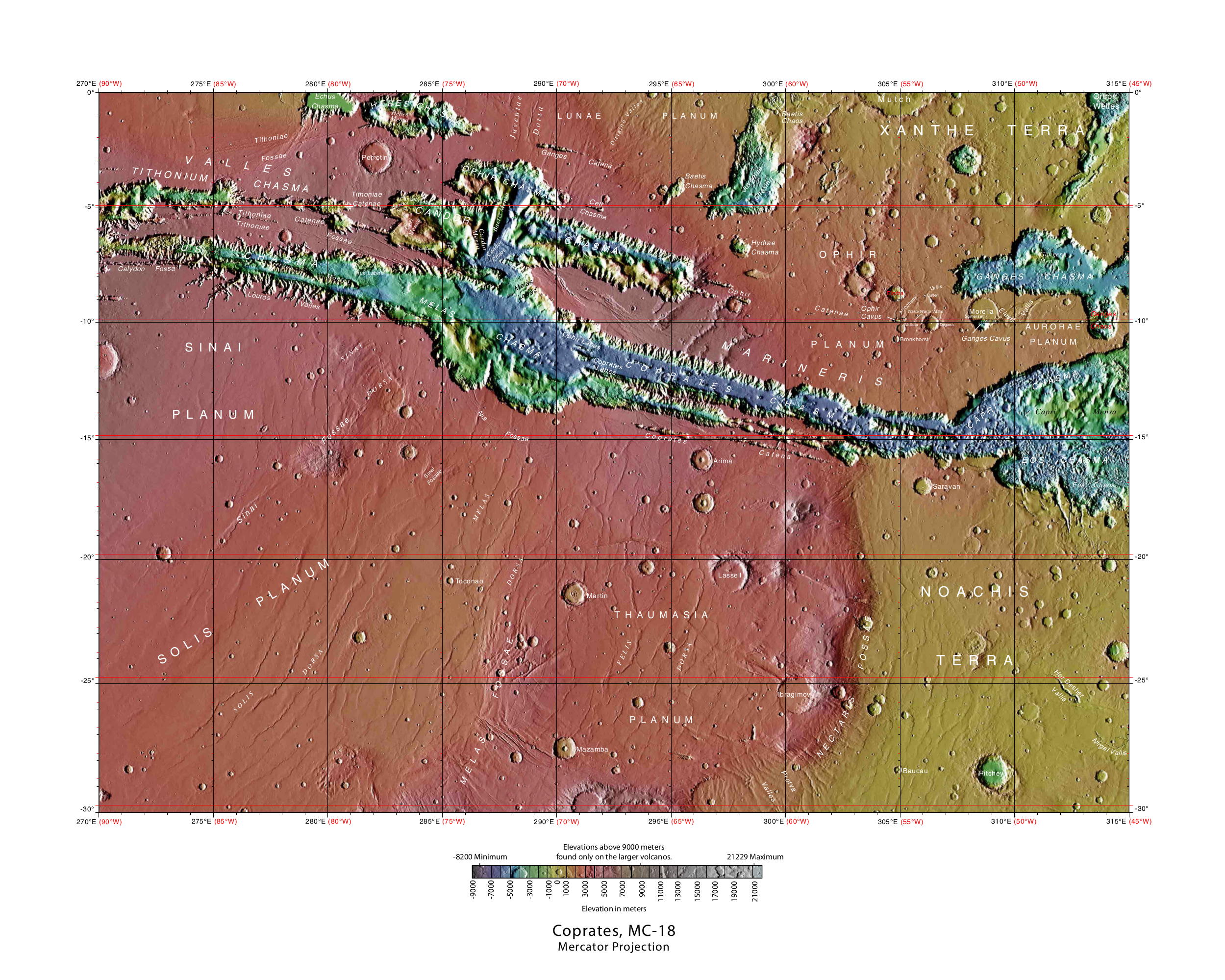
在科普剌塔斯区最北侧的水平中点西侧，可看到赫柏桌山。

## 形成理论
许多研究人员提出了一种低能量的湖相沉积成因，与持续的地下水补充穿插着偶尔的水下火山活动有关。其他人对这一假设提出了质疑，指出赫柏桌山如此之高，以至于它实际位于赫柏峡谷的谷壁之上。这些研究人员提出，赫柏桌山实际上是一座平顶火山，类似在俄罗斯阿扎斯高原和冰岛北部观察到的火山山体，这些山体是由于冰下火山活动的影响而形成。
关于桌山起源的另一种理论将桌山的起源与周围峡谷的增长发育联系起来，认为峡谷被沉积物填满，但后来逐渐扩大，在原始沉积填充物和裂谷壁之间形成了山谷。沉积物可能通过火山碎屑（熔岩相关）或风积作用（与风有关）到达那里。也有人认为赫柏桌山是一座盐丘。在这一理论中，3公里深的地下卤水池被从下方加热，导致盐与水分离并取代上方的风化层，这种形成方法也可解释赫柏峡谷某些方面的形成特征。地球上的类似物可能是红海深处的康拉德层和忒提斯层。

## 地质

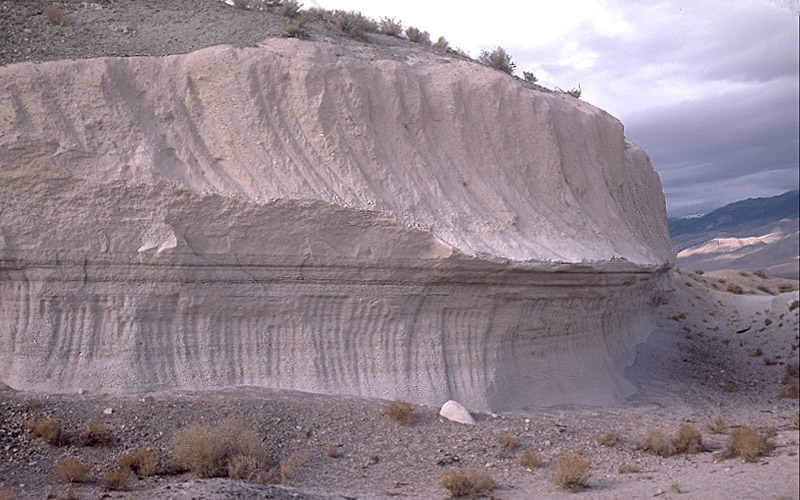
赫柏桌山的地质被比作加利福尼亚州的毕晓普凝灰岩

据估计，赫柏桌山的地质龄与火星上其他内部层状沉积物相同，可追溯至火星赫斯珀里亚纪时期。它至少可被分为三个地质单元，即下、上和晚期内部层状沉积单元。下部和上部单元构成了大部分的桌山主体，而晚期单元则位于赫柏桌山和周围峡谷北侧崖壁间的山谷中。下部单元经历了浅褶皱。所有地层都被认为是由过去的冰川活动所形成，并且火山灰也被认为发挥了重要作用。
下内部层状沉积单元包含-3.7至-1.4千米（-2.3至-0.87英里）高度处的物质，上内部层状沉积单位范围则为-1.4至3.8千米（-0.87至2.36英里）。上部单元含有色泽有亮也有暗的区域，但一般来说它比下部单元的亮，上部单元中存在雅丹地貌。晚期单元的面积超过700公里2（270英里2），高度范围为-2.8至-0.1千米（-1.74至-0.062英里），分布有通常在其他单元中找不到的圆丘和多边形地形。晚期单元仅部分与赫柏桌山山体重叠，虽然其余部分完全包含在赫柏峡谷中。
该桌山至少发生过4次重大滑坡，这些过去的滑坡留下了疤痕，暴露出与外层成分相似的内部特征，这为利用外层地质进行推断提供了依据。其中一项推断是基于所存在的单水合硫酸盐和多水合硫酸盐（两者间的过渡位于800到900米高度之间），它们的出现意味着桌山在形成时可能就已被水浸透。
中央土丘的浅坡只有3度，北坡平均坡度为17度，南坡较陡，平均坡度达到27度。北侧遭受了更多的侵蚀，那里的雅丹地貌更为普遍，东北部多皱岭，而西部地区则有许多平行的断层，但南部高原断层却并不多。